# Cernay-lès-Reims
Cernay-lès-Reims – miejscowość i gmina we Francji, w regionie Grand Est, w departamencie Marna.
Według danych na rok 1990 gminę zamieszkiwały 1152 osoby, a gęstość zaludnienia wynosiła 70 osób/km².